# Fasoúla Kelokedáron
Fasoúla (grec moderne : Φασούλα) est un village chypriote situé dans le district de Paphos et comptant 56 habitants.